# John Plimmer
John Plimmer (Shrewsbury, 28 giugno 1812 – Wellington, 5 gennaio 1905) è stato un politico neozelandese ritenuto il Padre di Wellington.

## Vita
Nasce in Inghilterra e fino all'età di 30 anni lavorerà nel campo dell'edilizia in particolare nella muratura e nella falegnameria, insieme al padre.
Nel 1841 insieme alla moglie Elisa e ai loro tre figli si trasferiscono a Wellington, Nuova Zelanda.
Qui Plimmer saprà sfruttare al meglio la sua esperienza, comincerà a realizzare edifici per i coloni e non solo. Negli anni successivi, così, si renderà artefice della crescita della città di Wellington.
Nel 1857 viene eletto al consiglio provinciale e nel 1870 sarà uno dei primi consiglieri del  Wellington City Council.
Tra le opere da lui volute e realizzate in città e nella provincia spicca la ferrovia tra Wellington e Manawatu.
Muore il 5 gennaio del 1905 in quella città che lui , da protagonista, ha reso grande fino a farla divenire la capitale della Nuova Zelanda.
Diversi siti o monumenti a Wellington ricordano John Plimmer, come la quercia che egli stesso piantò con un seme portato dall'Inghilterra oppure la statua che ricorda sia lui che il suo cane Fritz e non ultima una cittadina intitolata in suo onore Plimmerton.